# Moskovskieje vorota (metrostation)
Moskovskieje vorota (Russisch: Московские ворота) is een station van de metro van Sint-Petersburg. Het station maakt deel uit van de Moskovsko-Petrogradskaja-lijn en werd geopend op 29 april 1961. Het metrostation bevindt zich onder de Moskovski prospekt (Moskoulaan), ten zuiden van het stadscentrum, en dankt zijn naam (Moskoupoort) aan een triomfboog die bij het station staat.
Het station ligt 35 meter onder de oppervlakte en beschikt over een perronhal die door arcades van de sporen wordt gescheiden. De stationshal bevindt zich op de begane grond van een gebouw aan de westzijde van het plein waar de Ligovski prospekt uitkomt op de Moskovski prospekt, tegenover de Moskoupoort. Aan het einde van de perronhal staat een sculptuur die is gebaseerd op het beeldhouwwerk op de Moskoupoort en een wapenuitrusting toont. De arcades zijn bekleed met bruin marmer.